# 罗恩·罗奇
罗恩·杰拉尔德·罗奇（英語：Rowan Gerald Roache，2000年2月9日—）是一名愛爾蘭足球運動員，司職前鋒，現時效力英格蘭足球全國聯賽北球會斯温登。

## 球會生涯
2016年12月英格蘭聯賽盃的賽事，罗奇首次代表球隊職業上場。他在2017年6月簽下首份職業合約，為期兩年及一年延長權。
2017年8月，他被外借到修夫港，但月底他被球會召回並參加英聯盃對威根竞技的比賽。2018年11月，他被外借到曼市聯。2019年1月，罗奇再一次被外借，這次是德比郡U23，為期至球季結束。
2019年9月，他被短暫外借到蘭卡斯特城，同年12月他被外借到班伯桥。2020年1月17日，他與黑池解約，但他留在班伯桥成為正式球員。
2020年秋天，羅奇轉投奥特林查姆，但效力期間沒有在聯賽上場。2021年，他加盟沃金頓，效力期間共上場8次及打進3球，之後他在同年11月改投亚瑟顿煤矿，在那他共有5次上場記錄。2022年2月，羅奇與車士打簽約加盟。

## 國家隊生涯
罗奇曾代表愛爾蘭U16和愛爾蘭U17上場，2016/17球季他在U17的10場賽事中踢了9場並打進3球，其中4場1球是在2017年歐洲U-17足球錦標賽。2017年11月，他被提升至愛爾蘭U18。2018年2月，他首次徵召上愛爾蘭U19，在對羅馬尼亞的比賽中首次上場，並在第二場對羅馬尼亞的比賽取得入球。